# ライリッシュ・オカリナ連盟
ライリッシュオカリナ連盟（ライリッシュオカリナれんめい）は、ライリスト社が運営するフランチャイズ組織のオカリナ普及団体の名称である。

## 所在地
- 愛知県名古屋市昭和区御器所一丁目6番24号

## ライリッシュ・オカリナ連盟の設立
団塊世代の生涯学習ニーズに対応して1995年に設立された。

## ライリッシュ・オカリナ連盟の理念
- 音楽を中心に豊かな生活を提供する。
- 音楽性を重要視する。
- 地域文化の向上に参加する。

## 活動概要
- 2005年6月13日、2005年日本国際博覧会EXPOドームおいて、250名のオカリナアンサンブル演奏を実施
- 2009年4月11日、名古屋市中区栄のオアシス21にて650名のオカリナアンサンブル演奏でギネスワールドレコーズ認定